# Roger Ljung
Roger Ljung, né le 8 janvier 1966 à Lomma en Suède, est un footballeur international suédois évoluant au poste d'arrière gauche.
Ljung a joué 59 matchs sous les couleurs de la Suède et a inscrit 4 buts, dont le premier de la compétition pour son pays lors de la Coupe du monde 1994, où la Suède s'est classée troisième. Il a également disputé la Coupe du monde 1990 et l'Euro 1992. Après sa retraite de footballeur, Roger Ljung est devenu un agent de joueurs.

## Palmarès
- champion de Turquie avec Galatasaray SK en 1994.